# Mariazell
Mariazell é  uma cidade da Áustria, na Estíria.
Situada no vale alpino de Salza, a 862 m de altitude, é o mais famoso lugar de peregrinações de toda a Áustria – a basílica do século XIV foi restaurada no século XVII. É também importante centro turístico e de desportos de inverno.